# يوريدين
اليوريدين هو ريبونوكليوسيد ناتج عن ارتباط حلقة ريبوز مع قاعدة اليوراسيل، بواسطة رابطة غليكوسيدية β-N1، حين يرتبط اليوراسيل مع ريبوز منقوص الأكسجين فإن الناتج يسمى يوريدين منقوص الأكسجين.

## التخليق الحيوي
يُنتَج اليوريدين في الطبيعة بشكل كبير على هيئة يوريدين أحادي الفوسفات (يوريدايلات) بواسطة تخليق دي نوفو وذلك بنزع الكربوكسيل للأوروتيدايلات وهذه العملية تتم بواسطة الإنزيم أوروتيديلات ديكاربوكسيلاز، يتم إنتاج الأوروتيدايلات من حمض الأوروتيك الذي يرتبط مع فوسفوريبوزيل بيروفوسفات (FRPP) (ف.ر.ب.ف) لتشكيل الأوروتيدايلات بواسطة إنزيم أوروتات فوسفوريبوزيل ترانسفيراز، يتم إنتاج (ف.ر.ب.ف) من الريبوز 5-فوسفات بواسطة المزيد من الفسفرة، ويعمل كجزيء طاقة لدفع التفاعل قُدُما، بينما ينتج الأوروتات على عدة مراحل من كربامويل فوسفات وحمض الأسبارتيك.